# سازمان فرهنگی هنری شهرداری تهران
سازمان فرهنگی هنری شهرداری تهران سازمانی عمومی غیردولتی و مستقل است که بودجه آن توسط شهرداری تهران تأمین می‌شود و اعضای هیئت امنای آن با حکم رهبر، و اعضای هیئت مدیره و رئیس سازمان با انتخاب هیئت امنا با حکم شهردار تهران منصوب می‌شوند. این سازمان با بیش از ۴۰۰۰ نفر پرسنل و در اختیار داشتن مراکز فرهنگی و هنری در سطح شهر تهران یکی از بزرگ‌ترین نهادهای فرهنگی کشور است.
اعضای هیئت امنای آن عبارتند از:
- رئیس سازمان صدا و سیما

- رئیس سازمان تبلیغات اسلامی

- شهردار تهران

- وزیر فرهنگ و ارشاد اسلامی

- مدیرعامل کانون پرورش فکری کودکان و نوجوانان

- مسئول نهاد نمایندگی رهبری در دانشگاه‌ها

- رئیس حوزه هنری سازمان تبلیغات اسلامی

- وزیر آموزش و پرورش

- رئیس سازمان بسیج مستضعفین کشور

- رئیس شورای فرهنگی اجتماعی در شورای عالی انقلاب فرهنگی

- رئیس شورای اسلامی شهر تهران

توسعه فرهنگی، تعمیق معرفت دینی، تقویت زیبایی طلبی و حقیقت‌جویی انسان‌ها، شاد زیستی همراه با روحیه سازنده و کسب مهارت‌های زندگی اجتماعی نیازهایی اساسی هستند که این سازمان در پاسخ به آن‌ها موجودیت یافته‌است.
سازمان با در اختیار داشتن تعداد زیادی مراکز فرهنگی و هنری، فرهنگسرا، خانه فرهنگ، نگارخانه، و کتابخانه و موزه و خانه موزه درسطح شهر تهران، جایگاه ممتازی را در میزان اثرگذاری بر فرهنگ شهروندان تهرانی داراست.
این سازمان ایجاد ارتباطات متقابل و پاسخگویی به مخاطبان را ضامن بقا و توسعه خود می‌داند، از این رو در تعامل با مخاطبان به برقراری ارتباطات دو سویه و باز و ارائه خدمات به صورت متنوع و متناسب با نیاز گروه‌های مختلف مخاطبان توجه می‌نماید. علاوه براین، از طریق توسعه روابط رسمی و غیررسمی و فعالانه با سایر سازمان‌های فرهنگی و نیز مسئولان فرهنگی کشور تعادل و ثبات لازم را در فعالیت‌های خود کسب می‌کند.
مأموریت‌های سازمان در مناطق ۲۲ گانه شهرداری تهران در قالب مراکز فرهنگی هنری دنبال می‌شود که توضیحات بیشتر آن که در قالب اسامی، آدرس و شماره تلفن، نوع فعالیت این مراکز درفهرست فرهنگسراهای تهران آمده‌است.

## مؤسسات وابسته
- موسسه باغ کتاب تهران -نشرشهر
- تصویرشهر
- تهران گشت ارغوانی
- هاتف شهر
- شهریاران جوان
- دانشگاه علمی کاربردی

## مدیران سازمان
این سازمان در سال ۱۳۷۵ پس از توصیه سید علی خامنه‌ای، با تلاش‌های منصور واعظی که در آن زمان مسئولیت اداره کل فرهنگ و ارشاد اسلامی استان تهران را بر عهده داشت، تأسیس شد و خود او نیز به عنوان نخستین رئیس سازمان فرهنگی هنری شهرداری تهران آغاز به کار کرد. سایر رؤسای این سازمان از بدو تأسیس تاکنون عبارتند از:
- منصور واعظی (۱۳۷۵–۱۳۷۹)
- محمدعلی زم (۱۳۷۹–۱۳۸۳)
- اسفندیار رحیم مشایی (۱۳۸۳–۱۳۸۴)
- علی عسگری (۱۳۸۴–۱۳۸۶)
- احمد نوریان (۱۳۸۶–۱۳۸۸)
- محمدجواد شوشتری (۱۳۸۸–۱۳۸۹)
- امیر خوراکیان (۱۳۸۹–۱۳۹۲)
- شهاب مرادی (۱۳۹۲–۱۳۹۴)
- محمود صلاحی (۱۳۹۴–۱۳۹۶)
- سعید اوحدی (۱۳۹۶–۱۳۹۸)[۱][۲]
- میثم امرودی (۱۳۹۸-۱۴۰۱)[۳]
- مهرداد باقری پیدنی (۱۴۰۱–۱۴۰۴)[۴]
- محمدباقر اعلمی (۱۴۰۴–تاکنون)

پس از واعظی و محمدعلی زم هیچ‌یک از رؤسای این سازمان دوره مدیریت مندرج در اساسنامه (۴ سال) را به پایان نرساندند و پیش از پایان دوره، جای خود را به رئیس بعدی دادند.
شایان ذکر است که هیچ‌یک از رؤسای این سازمان از بین هنرمندان و تحصیل‌کردگان این حوزه نبودند. از این بین، محمدعلی زم، امیر خوراکیان، شهاب مرادی و میثم امرودی تحصیلات حوزوی دارند. اسفندیار رحیم مشایی، احمد نوریان و محمود صلاحی از فرماندهان نظامی بوده‌اند. همچنین علی عسگری دارای مدرک دکتری پزشکی و محمدجواد شوشتری دارای مدرک تحصیلی مدیریت هستند.
با این وجود سوابق فرهنگی در کارنامه هر یک از این اشخاص دیده می‌شود اما اسفندیار رحیم مشایی، محمدجواد شوشتری و محمود صلاحی مدیرانی بودند که بدون هیچگونه سابقه‌ای در حوزه فرهنگ و هنر، به ریاست این سازمان منصوب شدند. در این دوران، فعالیت‌های سازمان به امور اداری (بجای امور فرهنگی و هنری) متمرکز گردید. دوره مدیریت زم را دوره طلایی سازمان می شناسند و دوران مدیریت علی عسگری را دوران شکوفایی محتوایی و دوران مدیریت امیر خوراکیان را دوران توسعه عمرانی سازمان می‌دانند.